# Kartagina (občina)
Kartagina (arabsko قرطاج, latinizirano: Qarṭāj) je občina v guvernatu Tunis v Tuniziji. Poimenovana je po območju in vključuje arheološko najdišče v Kartagina.
Kartagina, ustanovljena leta 1919, je približno 15 km vzhodno-severovzhodno od Tunisa, med mestoma Sidi Bou Said na severu in Le Kram na jugu. Iz Tunisa se doseže po cesti R23 prek La Goulette ali po cesti N9 prek letališča Tunis-Carthage.
Januarja 2013 je bilo ocenjeno 21.276 prebivalcev. 
Kartaginska palača (tunizijska predsedniška palača) stoji na obali.

## Zgodovina
Kartagina (grško Καρχηδών Karkhēdōn, latinsko Carthago, iz feničanskega קרת חדשת Qart-ḥadašt v pomenu 'Novo mesto') je bilo antično feničansko mesto in kolonija v severni Afriki.
Bila je na vzhodni strani jezera Tunis v današnji Tuniziji. Okoli leta 814 pr. n. št. so jo ustanovili Feničani iz Tira, v mitologiji pa naj bi bila ustanoviteljica in prva kraljica Didona. Do 5. stoletja pr. n. št. se je Kartagina razvila v gospodarski center regije ter to funkcijo opravljala, dokler je ni rimska vojska porazila leta 146 pr. n. št., ko je bila v veliki meri porušena. Zaradi ugodne lege so Rimljani na novo razvili mesto, zaradi česar je do 2. stoletja n. št. postalo drugo največje mesto zahodnega dela Rimskega cesarstva. Ko so regijo zavzeli arabski osvajalci, so mesto porušili in v njegovi bližini razvili Tunis, novo prestolnico območja. Danes so ruševine Kartagine priljubljena turistična točka.